# Cyprus Basketball Division 1
Cyprus Basketball Division 1 – najwyższy poziom ligowy cypryjskiej ligi koszykówki mężczyzn. Za organizację rozgrywek odpowiada Cypryjski Związek Koszykówki. Liga powstała w 1966 roku. Pierwsze rozgrywki ligowe zakończono rok później, a pierwszym mistrzem kraju został klub Digenis Akritas Morphou. Dotychczas (2011) najbardziej utytułowanym zespołem w historii jest AEL Limassol BC, który dwunastokrotnie wygrywał rozgrywki ligowe. 
W rywalizacji bierze udział 9 klubów, które w sezonie zasadniczym rozgrywają łącznie 18 spotkań (po 2 z każdym rywalem) systemem kołowym. Zespoły, które na zakończenie tej fazy rozgrywek zajmują pierwsze 7 miejsc biorą udział w fazie play-off. Najlepszy zespół sezonu zasadniczego rozpoczyna tę fazę od półfinału, a pozostałe 6 drużyn rywalizuje w ćwierćfinałach systemem knock-out, w którym przegrany odpada z dalszej rywalizacji. Zwycięzca rozgrywek zdobywa tytuł mistrza Cypru w koszykówce mężczyzn i ma prawo wystąpić w kwalifikacjach do Eurocup, a drugi zespół w klasyfikacji końcowej w rozgrywkach EuroChallenge.

## Lista zwycięzców
W ciągu 44 lat trwania rozgrywek końcowy triumf w rozgrywkach odniosło łącznie 9 drużyn. Najbardziej utytułowanym z nich jest AEL Limassol BC, który wygrywał dwunastokrotnie, w tym pięciokrotnie z rzędu w latach 2003–2007. 10 tytułów zdobył APOEL B.C., a po 5 Keravnos B.C. oraz Achilleas Kaimakli. Ponadto mistrzostwo zdobywały także kluby Pezoporikos Larnaka (czterokrotnie), PAEEK (trzykrotnie), ENAD i Digenis Akritas Morphou (oba dwukrotnie) oraz ETHA Engomi (raz), która jest aktualnym mistrzem Cypru w koszykówce mężczyzn.
Poniższa tabela zawiera chronologiczne zestawienie zwycięzców rozgrywek o mistrzostwo Cypru w koszykówce mężczyzn.
| Sezon   | Mistrz      | Wicemistrz | Wynik |
| ------- | ----------- | ---------- | ----- |
| 1966–67 | Digenis     |            |       |
| 1967–68 | Digenis     |            |       |
| 1968–69 | ENAD        |            |       |
| 1969–70 | PAEEK       |            |       |
| 1970–71 | PAEEK       |            |       |
| 1971–72 | PAEEK       |            |       |
| 1972–73 | Pezoporikos |            |       |
| 1973–74 | AEL         |            |       |
| 1974–75 | Achilleas   |            |       |
| 1975–76 | APOEL       |            |       |
| 1976–77 | Achilleas   |            |       |
| 1977–78 | AEL         |            |       |
| 1978–79 | APOEL       |            |       |
| 1979–80 | AEL         |            |       |
| 1980–81 | APOEL       |            |       |
| 1981–82 | AEL         |            |       |
| 1982–83 | AEL         |            |       |
| 1983–84 | Achilleas   | Keravnos   | 2–1   |
| 1984–85 | AEL         | APOEL      | 3–1   |
| 1985–86 | Achilleas   | APOEL      | 3–2   |
| 1986–87 | AEL         | Achilleas  | 3–0   |
| 1987–88 | AEL         | APOEL      | 4–0   |
| 1988–89 | Keravnos    | Achilleas  | 4–3   |
| 1989–90 | ENAD        | Achilleas  | 4–1   |
| 1990–91 | Pezoporikos | APOEL      | 4–1   |
| 1991–92 | Pezoporikos | Achilleas  | 4–3   |
| 1992–93 | Achilleas   | APOEL      | 4–0   |
| 1993–94 | Pezoporikos | APOEL      | 4–3   |
| 1994–95 | APOEL       | AEK        | 4–2   |
| 1995–96 | APOEL       | Keravnos   | 4–0   |
| 1996–97 | Keravnos    | Achilleas  | 4–1   |
| 1997–98 | APOEL       | Keravnos   | 4–3   |
| 1998–99 | APOEL       | Achilleas  | 4–0   |
| 1999–00 | Keravnos    | Apollon    | 3–1   |
| 2000–01 | Keravnos    | Apollon    | 3–0   |
| 2001–02 | APOEL       | Keravnos   | 3–1   |
| 2002–03 | AEL         | Keravnos   | 3–2   |
| 2003–04 | AEL         | Keravnos   | 3–1   |
| 2004–05 | AEL         | Apollon    | 3–0   |
| 2005–06 | AEL         | Apollon    | 3–0   |
| 2006–07 | AEL         | APOEL      | 3–2   |
| 2007–08 | Keravnos    | APOEL      | 3–2   |
| 2008–09 | APOEL       | Keravnos   | 3–1   |
| 2009–10 | APOEL       | AEL        | 3–1   |
| 2010–11 | ETHA        | AEL        | 3–2   |
| 2011–12 | ETHA        | Keravnos   | 3–1   |
| 2012–13 | AEK         | APOEL      | 3–1   |
| 2013–14 | APOEL       | AEK        | 3–2   |
| 2014–15 | AEK         | APOEL      | 3–1   |
| 2015–16 | AEK         | APOEL      | 3–0   |
| 2016–17 | Keravnos    | AEK        | 3–1   |
| 2017–18 | AEK         | Keravnos   | 3–0   |
| 2018–19 | Keravnos    | AEK        | 3–1   |

## Zwycięzcy według klubu
| Zespół      | Mistrzostwa | Zwycięskie lata                                                              |
| ----------- | ----------- | ---------------------------------------------------------------------------- |
| AEL         | 13          | 1974, 1978, 1980, 1982, 1983, 1985, 1987, 1988, 2003, 2004, 2005, 2006, 2007 |
| APOEL       | 11          | 1976, 1979, 1981, 1995, 1996, 1998, 1999, 2002, 2009, 2010, 2014             |
| Keravnos    | 7           | 1989, 1997, 2000, 2001, 2008, 2017, 2019                                     |
| Achilleas   | 5           | 1975, 1977, 1984, 1986, 1993                                                 |
| Pezoporikos | 4           | 1973, 1991, 1992, 1994                                                       |
| AEK         | 4           | 2013, 2015, 2016, 2018                                                       |
| PAEEK       | 3           | 1970, 1971, 1972                                                             |
| ETHA        | 2           | 2011, 2012                                                                   |
| ENAD        | 2           | 1969, 1990                                                                   |
| Digenis     | 2           | 1967, 1968                                                                   |